# Gundelfingen an der Donau
Gundelfingen an der Donau es un municipio situado en el distrito de Dilinga, en el estado federado de Baviera (Alemania), con una población a finales de 2016 de unos 7763 habitantes.
Se encuentra ubicado al oeste del estado, en la región de Suabia, cerca de la frontera con el estado Baden-Wurtemberg y de la orilla del río Danubio.

## Galería

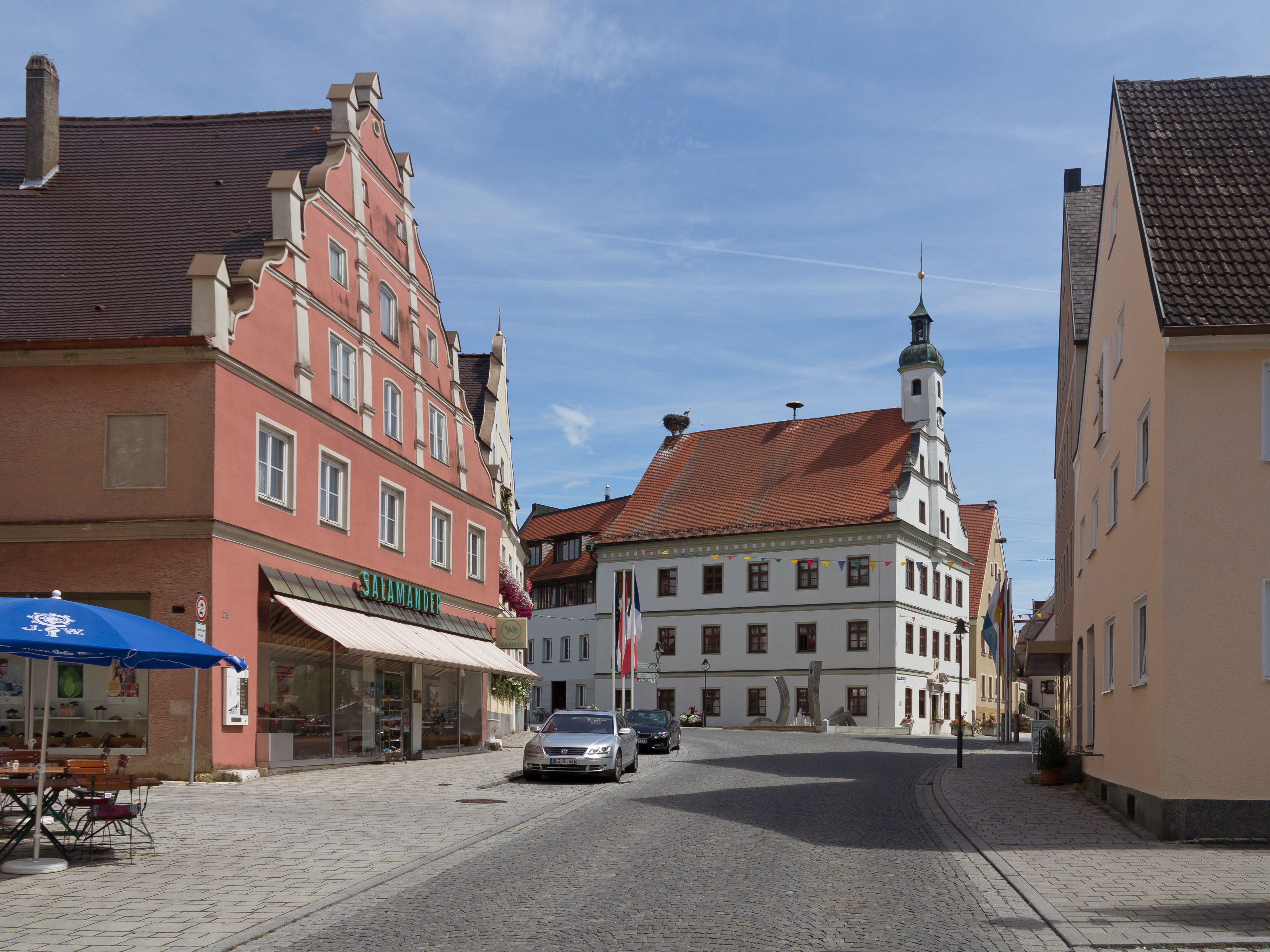
Bürgerhaus y el ayuntamiento
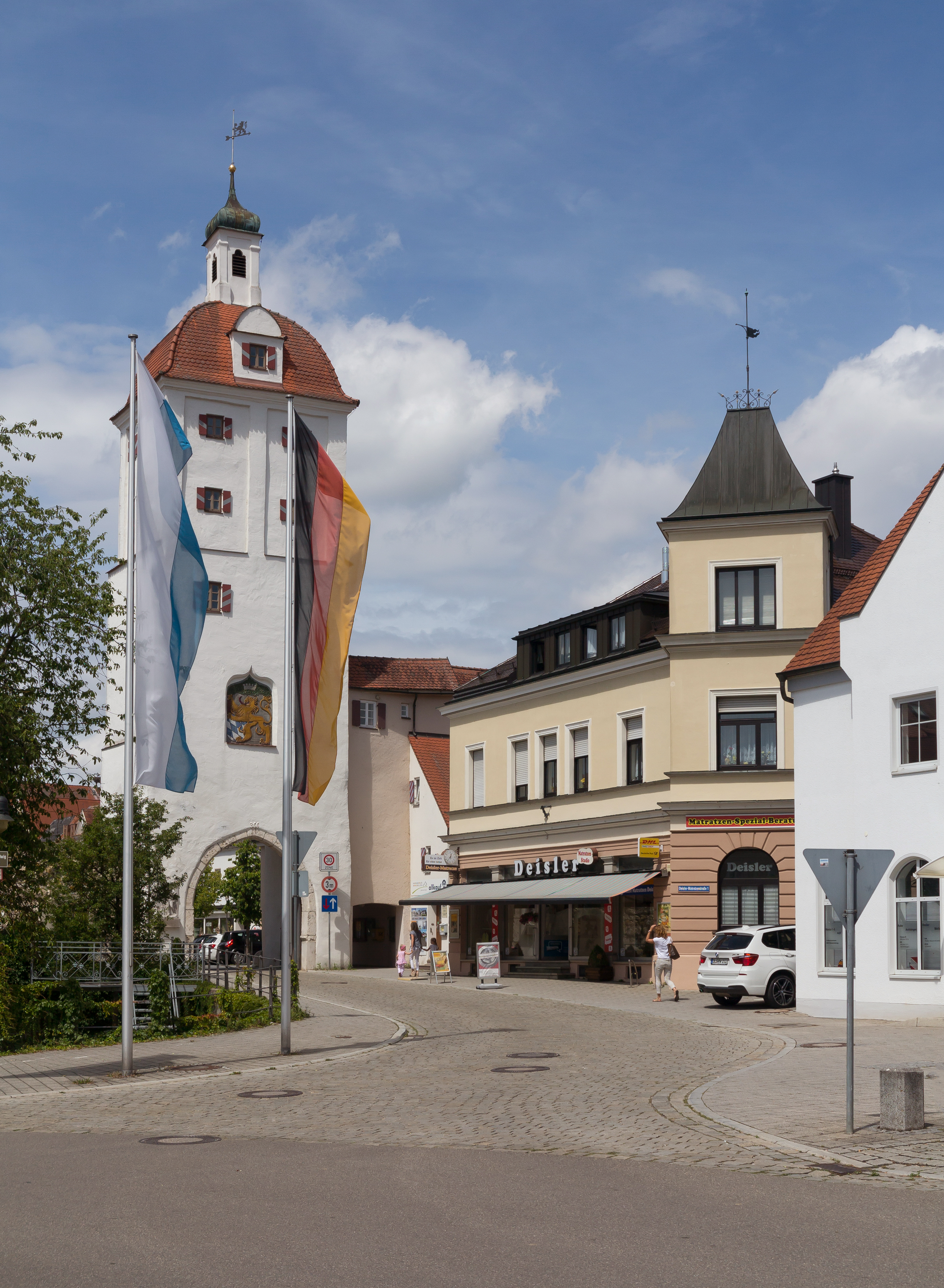
La puerta: Unteres Tor
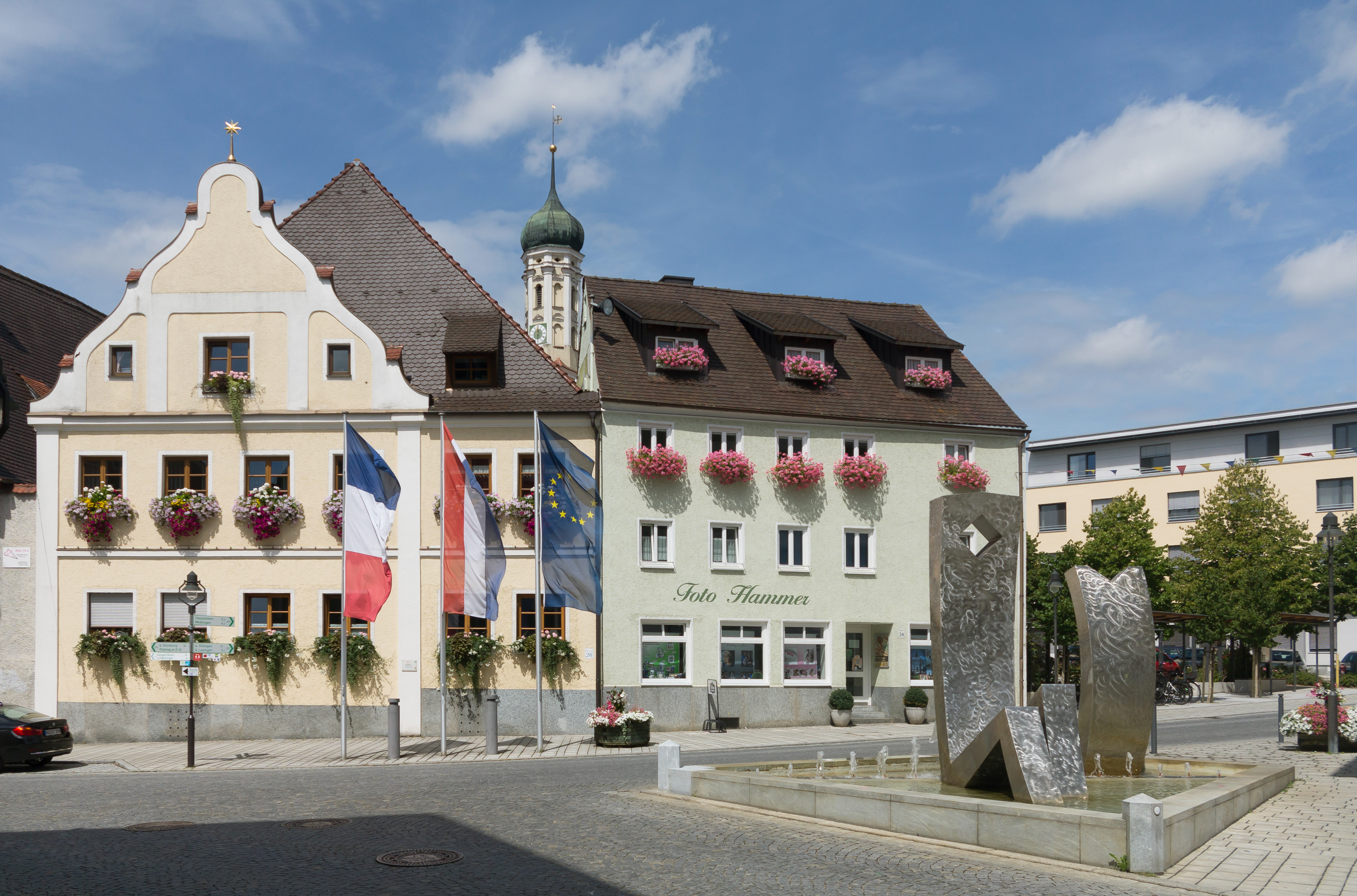
La escultura en la calle (Hauptstrasse)  con la Gasthaus zum Stern